# Raus von Rausenbach

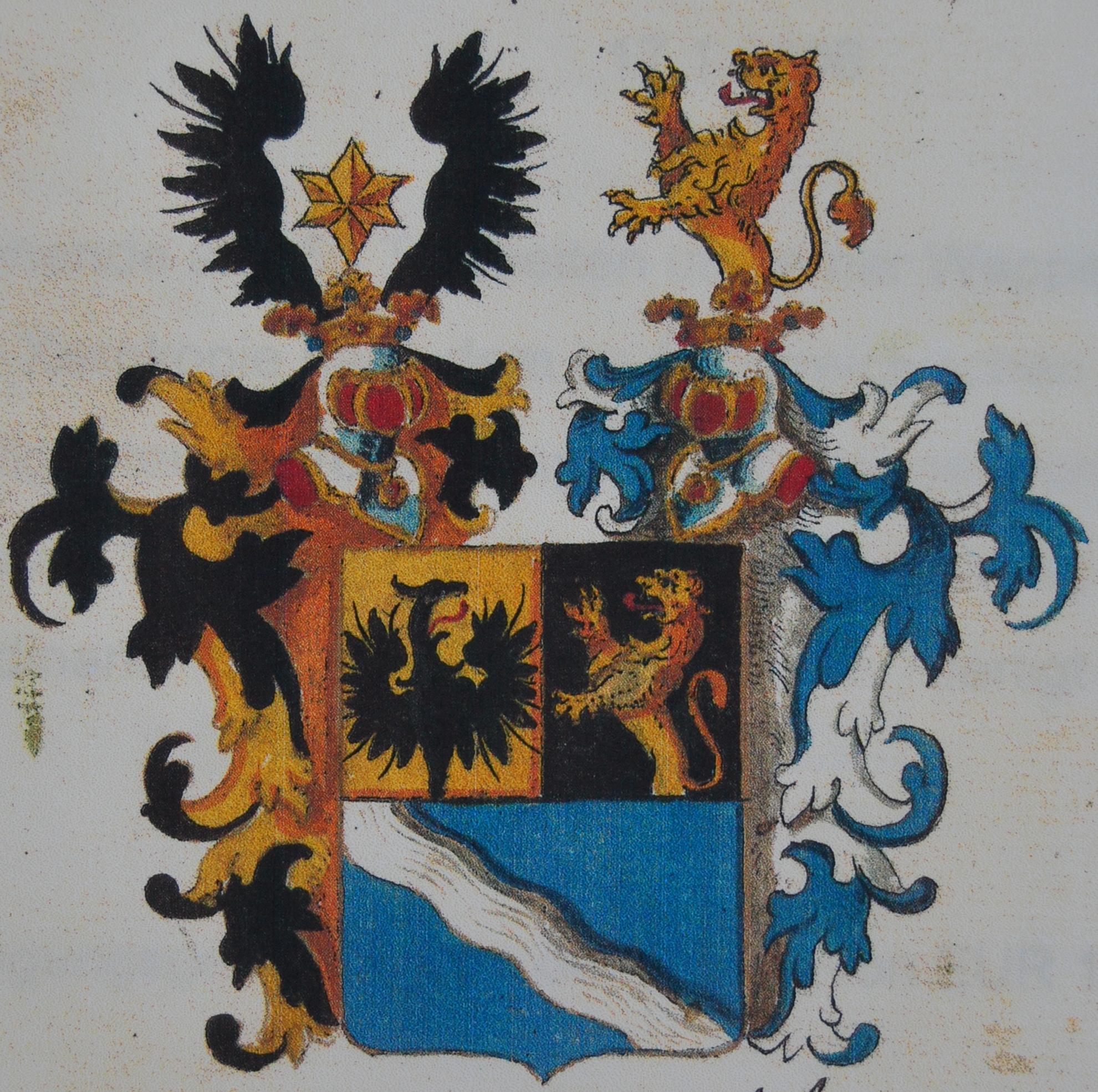
Wappen Raus von Rausenbach von 1755

Raus bzw. Raus von Rausenbach ist der Name eines ursprünglich schwäbischen Geschlechts, das seinen Ursprung im Raum Kirchheim unter Teck hat. Im Laufe der Jahrhunderte hat sich das Geschlecht weit ausgedehnt. Zweige der Familie bestehen bis heute.

## Geschichte

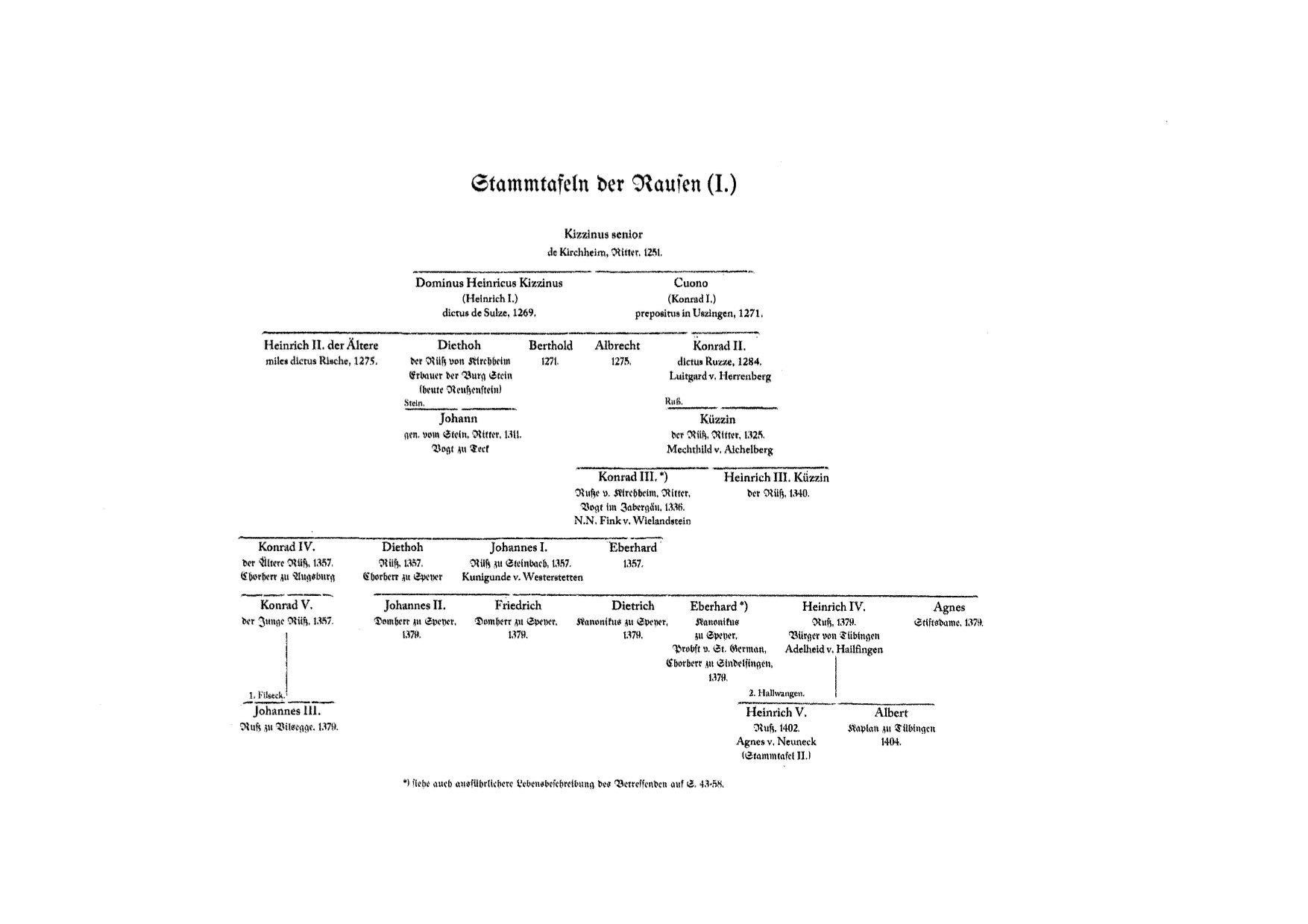
Ahnentafel des Hauses Raus

Das Geschlecht gehört zum schwäbischen Uradel und ist gleicher Abstammung mit den Reuss von Reussenstein, von denen es sich zu Beginn des 15. Jahrhunderts abspaltete.
Gemeinsamer Stammvater ist Kizzinus senior de Kirchhain der urkundlich 1251 als Gefolgsmann des Herzogs Ludwig von Teck in Erscheinung tritt.
Jacob Raus zu Halbwangen (1510–1580) ist der gemeinsame Ahnherr aller noch heute bestehenden Linien der Familie. Er wird urkundlich 1554 genannt, als Besitzer eines heute abgegangenen Hofguts in Hallwangen (Stadt Dornstetten, Landkreis Freudenstadt), zu welchem unter anderem auch die heute noch existierende Hallwanger Mühle gehörte.
Thomas Raus (* um 1575) wurde 1597 von Kaiser Rudolf II. seine Abstammung von „altem“ Adel bestätigt und der Zusatz „von Rausenbach“ verliehen. Unter seinen Söhnen teilte sich die Familie gegen Ende des 16. Jahrhunderts in zwei Linien, eine Böhmische und eine Schwäbische.
Die Familie teilte sich zu Beginn des 17. Jhdts. in zwei Hauptlinien, von denen die ältere (auch Böhmische Linie genannt) 1767 mit Johann Ferdinand im Mannesstamm erlosch. Die jüngere, schwäbische Linie, besteht in verschiedenen Zweigen bis heute. Unter „Haus Rausenbach“ versteht man im Allgemeinen die herzogliche Linie des Hauses Raus, die den Titel Herzog von Rausenbach führt.

### Böhmische Linie

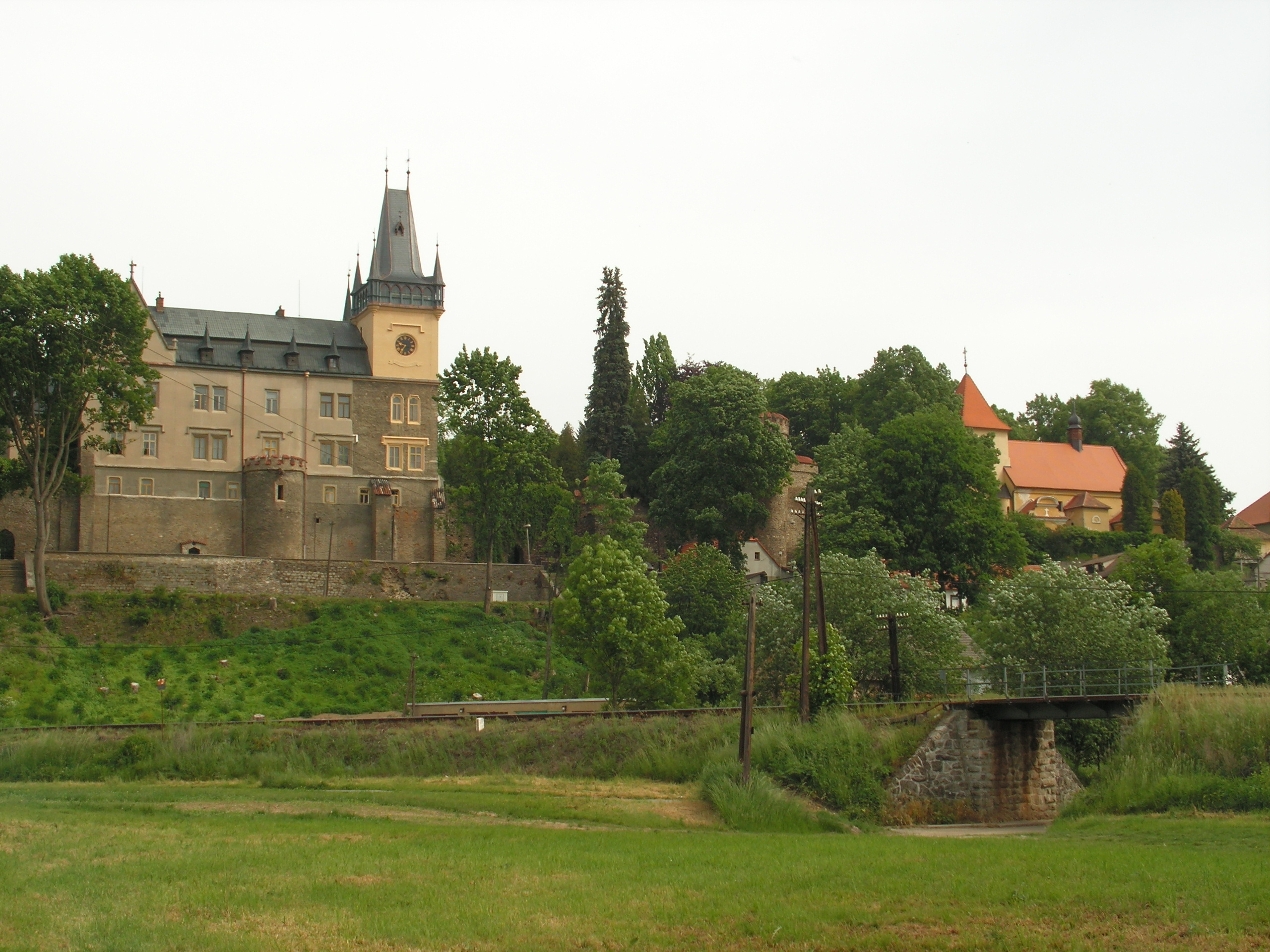
Schloss Zrutsch (Böhmen) ließ Johann Ferdinand Raus von Rausenbach im Barockstil umbauen.

Stammvater der Böhmischen Linie ist Johann Raus. 1735 erhielt Johann Ferdinand Raus von Rausenbach das Inkolat im Herrenstand (Böhmen) durch Kaiser Karl VI und 1755 den erbländisch-österreichischen Ritterstand als Ritter Raus von Rausenbach durch Kaiserin Maria Theresia. Er war Wirtschaftsdirektor der Güter des Fürsten Lobkowicz, mit dem ihn eine enge Freundschaft verband. Er konnte größere Besitzungen in der Gegend um Prag erwerben und wurde dadurch Eigentümer von Schloss und Grundherrschaft Zrutsch an der Sasau und Krasanovic in Böhmen. Seine Tochter und Erbin Maria Anna ehelichte 1750 Baron Wilhelm Mac Neven O’Kelly ab Aghrim. Diese Linie erlosch 1767 im Mannesstamm mit dem Tod von Johann Ferdinand.

### Schwäbische Linie
Stammvater der Schwäbischen, noch blühenden Linie, ist Thomas Raus zu Hallwangen. 

#### Spanische Linie
Von der Schwäbischen Linie spaltete sich zu Beginn des 19. Jahrhunderts die sogenannte Spanische Linie ab, die auch als Casa (span.= Haus) de Rausenbach bezeichnet wird.
Johannes Raus, genannt „de Baviera“, der Begründer der Spanischen Linie des Hauses, kam 1820 über Madrid nach Mexiko, wo er 1822 von Kaiser Agustín I. zum 1. Duque de Mérida und Príncipe Raus ernannt wurde. Nach Auflösung des mexikanischen Kaiserreichs (1823) führte er den Namen „Duque de Rausenbach“, der bis heute nach Primogeniturrecht im Mannesstamm des Hauses Raus weitergeführt wird. 1822 wurde neben der Errichtung eines Hausgesetzes auch ein Hausorden, der sogenannte Michaelsorden, gestiftet.

## Herkunft des Namens
Der Familienname, in seiner frühen Form, erscheint urkundlich zuerst am 11. April 1271 mit Heinrich (Hainricus) und seinem Bruder Konrad (Cuno) die als milites scilicet Rischo bezeichnet werden. Die ursprüngliche Bedeutung des Namens könnte sich von dem mittelhochdeutschen Wort rische herleiten, was so viel wie hurtig, schnell oder munter bedeutet und somit wohl als Beiname zu verstehen wäre. Daraus entwickelte sich im Laufe des 14. Jahrhunderts die Schreibweise Rüß(e) bzw. Ruß(e), was dann gegen Ende des 15. Jahrhunderts zu Raus(s) wurde. Es sei hier angemerkt, dass die Linie der Reuss von Reussenstein sich in Wirklichkeit niemals so schrieben. Es handelt sich hierbei um eine Erfindung der Geschichtsschreiber des 19. Jahrhunderts. Die Schreibung des Namens dieser Linie war bis zum ausgehenden 15. Jahrhundert immer Ruß(e) gewesen und änderte sich nach 1478 in Reis(s) von Reisenstein bzw. Reys(s) von Reys(s)enstein. So betrachtet hat die Namensschreibung dieser Linie eine völlig untypische Entwicklung genommen, indem der Vokal "u" zu "ei" bzw. zu "ey" gestreckt wurde, was zur Folge hatte, dass es in derselben Familie zwei vollkommen verschiedene Schreibweisen des Namens gab: Raus(s) bzw. Reys(s). Abgesehen von den Unterschieden der Schreibweise ist eine phonetische Ähnlichkeit aber durchaus gegeben, vor allem dann, wenn man bedenkt, dass der Vokal “u” im Familiennamen gegen Ende des 15. Jahrhunderts häufig noch als “ü” gesprochen wurde.

## Wappen
Das Stammwappen aus dem 13. Jahrhundert zeigt in Rot einen gold bewehrten und gezungten aufrecht schreitenden silbernen Bären.
- Wappen von 1597: In Schwarz ein schrägrechter silberner Wellenbalken.

In dieser Wappenverleihung kommt der Bär nicht vor. Was sich wahrscheinlich auf die Unkenntnis des Kanzleischreibers zurückführen lässt, dass bereits ein Wappen vorhanden war. Ungeachtet dessen wurden beide Wappen über einen langen Zeitraum nebeneinander geführt. Mit der Zeit aber, wurde der Bärenschild immer mehr durch den Wellenbalken verdrängt so, dass letztendlich nur noch dieser geführt wurde. Je nach Linie wurde der Schild entweder in Schwarz oder aber auch in Blau dargestellt.
- Wappen von 1755: Geteilt; oben gespalten, vorne in Gold ein rot bewehrter wachsender schwarzer Adler, hinten in Schwarz ein rot bewehrter und gekrönter goldener Löwe; unten in Blau ein schrägrechter silberner Wellenbalken.

- Wappen von 1822: Geviert, 1 und 4 in Gold ein schwarzer Adler, 2 und 3 in Schwarz ein schreitender goldener Löwe rot bewehrt und gekrönt. Herzschild: In Blau ein silberner Wellenbalken.